# Seleuco del Bósforo
Seleuco del Bósforo (en griego antiguo Σέλευκος) fue un rey del Bósforo que vivió de aproximadamente del 433 al 393  C.

## Orígenes
Se considera generalmente que Seleuco era hijo de Espártoco I y hermano y corregente de Sátiro I

## Reinado
La ausencia de coherencia entre la duración de los reinados de los primeros reyes del Bósforo con la sincronía entre los arcontes atenienses y los cónsules o tribunos militares romanos señalados por Diodoro Sículo es relevante. El historiador indica, mientras menciona la muerte de Espartoco I, que «... cuando Apseudes era arconte en Atenas... Fue el año i.e. 433/432  C., cuarto de la Olimpiada LXXXVI, en el que murió Espártoco, rey del Bósforo, después de haber reinado siete años. Seleuco, su sucesor, reinó cuarenta años»
Precisa a continuación: «Una vez transcurrido el año, Demóstrato asumió el cargo de arconte en Atenas, y en Roma seis tribunos militares ejercieron el poder consular, el cuarto año de la Olimpiada XCVI (393/392  C.)». «Por la misma época, murió también  Sátiro, hijo de Espártoco y rey del Bósforo, después de haber gobernado durante cuarenta y cuatro años. Le sucedió en el trono su hijo Leucón, que reinó cuarenta años».
Sobre estas bases cronológicas fluctuantes, los historiadores modernos estiman que Seleuco y Sátiro I reinaron conjuntamente entre 433 y 393  C., y que a continuación fue Sátiro I (último sucesor de Espártoco I) el que reinó solo durante cuatro años.